# Шодуар Станіслав Янович
Станіслав Іванович Шодуар, Барон де Шодуар Станіслав Янович (рос. Шодуар Станислав Иванович, фр. Stanislas Baron de Chaudoir, 1 липня 1790 р., Варшава — 20 серпня 1858, с. Івниця) — російський археолог, колекціонер-нумізмат, ентомолог, бібліофіл. Член-кореспондент Петербурзької академії наук з розряду історії і старожитностей російського Відділення історії, філології та політичних наук з 23 грудня 1836 року.

## Життєпис
Народився і виховувався в сім'ї купця першої гільдії. Державну службу мав при закладах Міністерства народної освіти: був почесним наглядачем Києво-Подільського повітового училища (1834—1836 рр., 1837—1851 рр.), Києво-Печерського повітового дворянського і парафіяльних училищ Київського повіту (1837—1851 рр.), членом ради Київського інституту шляхетних дівчат (1841—1846 рр.).

## Внесок у культуру
Барон Станислав де Шодуар створив один з найкращих на Волині музеїв — картинну галерею, де була зібрана колекція старовинних монет та гравюр, витворів мистецтва часів античності.
Мав багату колекцію старожитностей з доби Київської Руси та з грец. чорноморських колоній, з яких частину придбав петербурзький Ермітаж а частина відвезена до Англії.
У його величезній бібліотеці зберігалися давні рукописи та стародруки, автографи польських королів. Всього близько 40 000 томів. Рукописи та архів із зібрання Шодуара зберігається в Національній бібліотеці ім. Вернадського в Києві, краєзнавчому музеї в Житомирі та в Державному архіві Житомирської області.
Шодуар залишив багату спеціальну бібліотеку, що включала до 30 000 томів, більша частина з нумізматики. Каталог до неї був складений самим Шодуаром в 7 томах та досі залишається в рукописі.
Автор праці: «фр. Aperçu sur les monnaies russes et sur les monnaies etrangeres qui ont eu cours en Russie depuis les temps les plus recules jusqu'a nos jours» (1836 р., також рос. переклад 1836 р. — 41).
Лауреат повної Демидівської премії (1838) за роботу в галузі історії.

## Походження роду

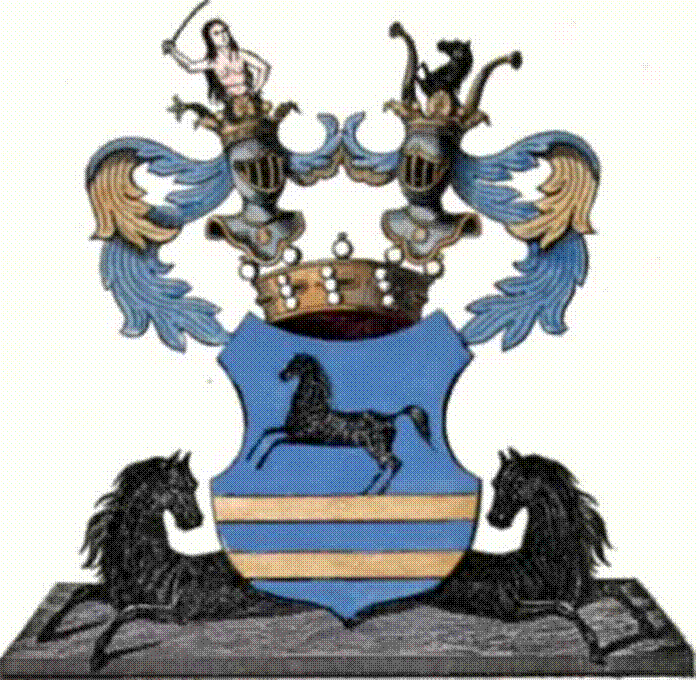
Герб роду Шодуар

Шодуар (фр. Chaudoir) — вважався як баронський рід Російської імперії.
Засновником роду вважали Яна-Йозефа де Шодуара, що перебрався з Баварського королівства у Польщу. Титул барона йому дарував король Баварії Максиміліан-Йосип у 1814 р., а також його сину Станіславу Шодуару, відомішому як колекціонер-нумізмат. Рід Шодуарів за часів царя Олександра І був записаний до V частини родословної книги тогочасної Волинської губернії.